# トリアセチン
トリアセチン（triacetin）または1,2,3-トリアセトキシプロパン（1,2,3-triacetoxypropane）は、トリアシルグリセロールである。グリセリン三酢酸（glycerin triacetate）、1,2,3-トリアセチルグリセロール（1,2,3-triacetylglycerol）という名称でも知られている。グリセロールと酢酸や無水酢酸などのアセチル化剤とのトリエステルであり、トリホルミンに次いで単純な脂肪である。常温常圧下では、無色無臭で粘性のある液体で、高い沸点と低い融点を持つ。550 ppm以下の濃度では穏やかな甘味を持つが、より高濃度では苦味を感じる。
トリアセチンはフランスの化学者マルセラン・ベルテロによって1854年に初めて調製された。

## 利用
人工の化合物であり、主に食品添加物として調味料の溶媒や保湿剤等に用いられる。E番号はE1518で、オーストラリアではA1518として承認されている。また、薬剤の賦形剤の用途では保湿剤・可塑剤・溶媒としても用いられる。
1994年、5つの大手煙草メーカから、トリアセチンを599の煙草添加物の1つであるとする報告が発表された。トリアセチンは、フィルタに可塑剤として添加される。
ディーゼル燃料に添加することで凍結温度と粘性が改善するほか、ガソリンに添加すればアンチノック剤としても機能するため、バイオディーゼル燃料の生産過程で大量に生成されるグリセリンからトリアセチンを合成してこれらの用途に用いることが考えられている。
ヒトの摂取カロリーの半分をトリアセチンに置き換えても安全だと考えられており、長期宇宙飛行ミッションにおける人工食物再生システムの食物エネルギー源の候補としても挙げられている。

## 合成
トリアセチンの合成は、無水酢酸とグリセロールからの合成が単純で安価である。 
3 (CH
3CO)
2O + 2 C
3H
5(OH)
3 → 2 C
3H
5(OCOCH
3)
3 + 3 H
2O
合成は水酸化ナトリウム触媒とマイクロ波照射下で行うことで、99%の収率でトリアセチンが得られる。シリカ担持コバルト(II)サレン錯体触媒で50°C、55分の加熱でも99%の収率が得られる。

## 安全性
アメリカ食品医薬品局は、トリアセチンを一般に安全と認められる（Generally Regarded as Safe、GRAS）食品添加物としている。ラットを用いた実験では、1日に体重1kgあたり5gを長期間投与しても悪影響は現れなかった。SCOGSのデータベースには、1975年から掲載されている。 
消防法による第4類危険物 第3石油類に該当する。 